# 海賊艦隊
《海賊艦隊》，又名《海翼天航》、《Myrina》、《Sky Lore》（スカイ・ロア），是一款在2013年發行的大型多人線上遊戲，由玩酷科技製作。
在香港發行名為《海賊艦隊》，由天宇科技（GameCyber）發行，代言人為香港資深女演員羅蘭，採免費商城制，2013年8月30日公告取得代理權，9月12日開始限定人數的封閉測試（CCB），10月9日開始封閉測試，10月23日開始開放測試。12月4日進行「末世審判」改版。2014年4月16日停止營運。
在臺灣原定由Funmily 歡樂派代理，於2014年6月5日開始封測，限額500名。現改為由雷爵網絡科技代理，預定2015年上市。
在日本發行名為《Sky・Lore（スカイ・ロア）》，於2014年9月18日開始營運，2015年1月30日12時關閉伺服器。

## 遊戲內容
遊戲以砲彈飛人、跳躍滑翔、航海系統為特色。
遊戲中玩家扮演一位船長，需要航海的方式抵達各個陸地場景。除了固有的陸地場景外，航行中可以使用瞭望，將會隨機發現沉船或海島，發現海島需要登陸尋寶，海島即是一個尋寶副本。玩家也可以對自己的船艦進行改造，進行升級或染色。在海上也最遭遇各種突發事件，如龍捲風或海盜船，龍捲風會將玩家的船船送到不知名的島嶼，出現海盜船若不能避開就會開戰。海面上也會有海怪出現，玩家可以用船上的武裝進行攻擊。
在一個陸地場景中若有人肉大砲，玩家可以使用此砲將自己發射至空中，再使用滑翔翼滑翔降落，滑翔翼可以隨時收放，若完全無使用則可能會因掉落速度過快產生傷亡。
遊戲中戰鬥採全3D動線，需要閃躲、跳躍、通過屏障、搭乘飛行載具來進行戰鬥。任務不再只是打怪和練功，需要透過跳躍、滑翔、多人載具等各樣的移動方式完成任務。海洋瓶中信設定，以書信決定交往對象的社群機制。

## 外部連結
- 海賊艦隊香港官方網站
- 天宇科技香港官方網站 （页面存档备份，存于）
- Myrina |Playcoo